# 布特尔施泰特
布特尔施泰特（德語：Buttelstedt，發音：[ˈbʊtl̩ʃtɛt] ⓘ）是德国图林根州魏玛地区县曾经的一个市镇，面积18.85平方千米，2017年12月31日人口为1,317人。2019年1月1日，布特尔施泰特与另外10个市镇合并为新市镇阿姆埃特斯贝格。